# Han Xiandi
Xiandi, Keizer Xian of Liu Xie (181-234) was de laatste keizer van de (oostelijke) Han-dynastie. Hij was op de troon gezet door de tiran Dong Zhuo in 189. In 220 moest hij aftreden voor Cao Pi. Hij was een zoon van Han Lingdi (regeerde 168-189) en opvolger van zijn oudere halfbroer Han Shaodi (regeerde mei-september 189).

## Afkomst en jeugd
Liu Xie werd in 181 geboren als zoon van keizer Ling en diens concubine Wang. Zij had uit angst voor keizer Ling`s machtige keizerin He geprobeerd met behulp van speciale drugs abortus te plegen, maar ze faalde. Nadat ze was bevallen van Liu Xie deed de jaloerse keizerin He gif in haar rijst, waaraan ze stierf. Keizer Ling was woest en besloot He af te zetten als keizerin, maar ze werd gesteund door een aantal machtige eunuchen die inspeelden op keizer Ling waardoor ze toch niet werd afgezet. Prins Xie werd persoonlijk opgevoed door keizerin-weduwe Dong, moeder van keizer Ling. Aangezien keizer Ling veel zonen had verloren kregen Liu Xie en zijn halfbroer Han Shaodi beide een hoop hoge titels toebedeeld. Maar zijn halfbroer Shao was uiteraard als oudste zoon van Keizer Ling toch de kroonprins.

## Troonsbestijging en ineenstorting van het Han-regime
Ondertussen was de Han-dynastie telkens verder in verval geraakt. De economie holde achteruit, de bevolking kwam voortdurend in opstand en het rijk werd voortdurend extern bedreigd. Tevens was de macht van de keizer gigantisch verzwakt. Sinds Han Hedi (regeerde 88-105) door de intriges van zijn moeder op de troon was gekomen, kwamen keizers generatie na generatie al als kind op de troon. De werkelijke macht lag bij de keizerin en haar clan, de eunuchen en confuciaanse ambtenaren. Deze plaatsten systematisch kinderen op de troon en trokken steeds meer macht naar zich toe. Generaals en gouverneurs waren zich ondertussen steeds onafhankelijker gaan gedragen als echte krijgsheren en sinds de Gele Tulbandenopstand hadden ze nog meer macht in China verkregen. Corruptie, hofintriges, decadentie en wanbeleid hadden de staatskas compleet leeg gemaakt, de bevolking uitgezogen en de economie ineen doen storten.
Er was ook een grote sociale kloof ontstaan en grootgrondbezitters ontwikkelden enorme domeinen. Het gevolg was een nieuw soort adel die telkens meer macht kreeg, waardoor het land uiteenviel in verschillende koninkrijken. Onder keizer Ling hadden de intriges al grote vormen aangenomen, maar door redelijke leiding van keizer Ling en de hulp van een aantal kundige ambtenaren was de boel nog niet uit de hand gelopen. Maar dit veranderde drastisch na keizer Ling`s dood.
Na de dood van keizer Ling in 189 werd hij opgevolgd door zijn dertienjarige zoon Liu Bian (keizer Shao). Generaal He Jin werd tot regent benoemd. Aan het hof brandde een gigantische strijd om de macht los tussen eunuchen, ambtenaren, Confuciaanse leermeesters, adviseurs en machtige clans. Er ontstond een chaos met een wirwar van gevechten en intriges, waarvan velen het slachtoffer werden en het Han-regime stortte in elkaar. He Jin werd later ook vermoord in het paleis, waarna zijn getrouwe Yuan Shao een vreselijke slachting aanrichtte onder de eunuchen.
In de chaos wist de machtige krijgsheer Dong Zhuo een succesvolle aanval te ondernemen op de hoofdstad Luoyang, waarna hij de macht over het keizerlijk hof greep en alle andere krijgsheren verdreef. Hij manipuleerde de erfopvolging zelfs dusdanig, dat Han Shaodi afgezet werd als keizer en zijn jongere halfbroer Liu Xie in zijn plaats op de troon kwam onder de postume naam Xian. Dong Zhuo vergiftigde hierop Shao waarna hij een bewind als tiran vestigde. Zo werd Keizer Xian dus op achtjarige leeftijd keizer, als speelbal van Dong Zhuo.

## Speelbal van Dong Zhuo
Keizer Xian zat nu op de troon en Dong Zhuo had geheel China in zijn macht. Hij had grip op alle staatszaken en Han Xiandi was alleen maar een pion. Er heerste grote ontevredenheid onder de andere krijgsheren over de macht van Dong Zhuo. In 191 deed Cao Cao een oproep tot de omverwerping van Dong Zhuo en een hoop: gouverneurs, generaals, edelen en krijgsheren gaven gehoor. Er werd een coalitie gesticht en Yuan Shao werd benoemd tot leider van het leger vanwege zijn goede afkomst. Dong Zhuo`s troepen werden verpletterend verslagen in: de Slag bij Sishui, de Slag bij Jieqiao en de Slag bij Xiangyang. Hierop plunderde Dong Zhuo de hoofdstad, ontvoerde Keizer Xian en vluchtte met hem naar Chang'an, waarmee het centrale gezag definitief wegviel. Cao Cao ondernam hierop nog een achtervolgingstocht, maar die mislukte en de coalitie werd ontbonden waarop de krijgsheren terugkeerde huiswaarts. Nu Dong Zhuo de keizer had ontvoerd, de hoofdstad had geplunderd en het centrale gezag was verdwenen, begonnen de generaals, de gouverneurs, de krijgsheren en de edelen nadat de coalitie was ontbonden en ze huiswaarts waren gekeerd, massaal met het stichten van hun eigen staten en koninkrijken. China viel uiteen. In 192 kwam Dong Zhuo om het leven tijdens een staatsgreep geleid door zijn eigen zoon waarna er weer uit strijd uitbrak om de macht en in de daarop volgende jaren werd Keizer Xian door een verschillend aantal krijgsheren gesteund.

## Vertrek uit Chang'an
Enkele jaren later wist keizer Xian met enkele officieren (zoals Xu Huang) te ontsnappen, en begon een moeizame reis terug naar Luoyang. Hij vroeg Cao Cao(155 - 220), een sterke veldheer, hem te beschermen. Cao Cao ging akkoord en verplaatste de hoofdstad naar Xuchang. Zo werd Keizer Xian nu weer de speelbal van Cao Cao. Op dit moment waren de kleinere partijen ofwel opgegaan in grotere of verslagen.

## Speelbal van Cao Cao
Cao Cao was nu Keizer Xian`s beschermheer en Xian had het nu iets beter. Cao Cao was iets minder wreed, en een zeer bekwaam militair, organisator en bestuurder. Later trouwde Keizer Xian zelfs met Cao Cao`s dochter. Anderzijds had Keizer Xian vrijwel niets te vertellen en werd de macht van Cao Cao telkens groter. Xiandi probeerde meerdere malen complotten tegen Cao Cao te smeden maar ze mislukte elke keer.
Cao Cao deed een verwoede poging China te herenigen. Het Han-rijk was nu verdeeld tussen verschillende regionale krijgsheren. Yuan Shao beheerste het noordelijke centrum van Ye en breidde zijn macht uit ten noorden van de Gele Rivier, in de richting van Gongsun Zan, die over het noordelijke grensgebied heerste. Direct ten zuiden van Yuan Shao streed Cao Cao tegen Yuan Shu en Liu Biao die de macht hadden over resp. het gebied rond de rivier Huai en het centrale gebied van Yangzi. Ten zuiden hiervan, in een ander deel van Yangzi, was de jonge krijgsheer Sun Ce zijn macht aan het vestigen. In het westen regeerde Liu Zhang over de provincie Yizhou, terwijl het noordwesten werd gecontroleerd door een verzameling kleinere krijgsheren.
Cao Cao had in de winter van 189 een eigen leger op de been, waarin zo'n 300.000 Gele Tulbanden waren opgenomen, samen met een aantal clanachtige milities. In 196, toen hij steun aan xiandi toe zei, richtte hij een keizerlijk paleis op in Xuchang en ontwikkelde militaire landbouwkolonies (tuntian) om zijn leger van voedsel te voorzien. Cao Cao kon zich, nu hij keizer Xian steunde, er op beroepen het wettelijk gezag te vertegenwoordigen. Hij behaalde een paar snelle opeenvolgende overwinningen op Yuan Shu (197) en op de oostelijke krijgsheren Lü Bu (198) en Liu Bei (199), hierna richtte Cao Cao zijn aandacht op het noorden, waar Yuan Shao zijn noordelijke rivaal Gongsun Zan hetzelfde jaar nog had verslagen. 
Na maandenlange voorbereidingen ontmoetten de strijdende partijen elkaar in 200 bij de plaats Guandu aan de Gele Rivier. Daar wist Cao Cao het grotere leger van Yuan Shao een beslissende slag toe te brengen. Met niet meer dan 5000 man voerde Cao Cao een gewaagde verrassingsaanval uit: ongemerkt stak hij de Gele Rivier over en overviel het hoofdkwartier van Yuan Shao's strijdmacht. Hiermee vernietigde hij de verzorging van Yuans leger, dat daardoor gedemoraliseerd werd. Na met 100.000 man te zijn vertrokken, keerde hij met slechts 800 man in de hoofdstad terug. Yuan Shao leed vanaf dat moment aan depressies en overleed een jaar later, in 202.
Hierna brak er een machtsstrijd uit tussen zijn twee zonen waarop ze`n rijk in twee delen uiteen viel. Hier maakte Cao Cao handig gebruik van door noordwaarts in de richting van de Gele Rivier te trekken. In 204 nam hij de provincies Ji, Bing, Qing en You in. Aan het einde van 206, na een bliksemcampagne tegen de Wuhuan domineerde Cao Cao de Noordelijke Chinese Vlakte.
In 208 marcheerde Cao Cao met zijn leger zuidwaarts, hopende dat het rijk snel verenigd zou worden. De zoon van Liu Biao, Liu Zong, gaf de provincie Jing over en Cao Cao wist een behoorlijke vloot in handen te krijgen bij Jiangling. Cao Cao was nu de militaire heerser van het noorden van China
Sun Quan van Funchan die na de dood van zijn vader Sun Jian heerste over benedenloop van de Jangtsekiang, bleef echter weerstand bieden. 
Nadat zijn oudere broer Sun Ce was vermoord door aanhangers van Xu Gong, nam hij ook zijn gebied ten zuidoosten van de Jangtsekiang over. Doordat Sun Ce's beste officieren loyaal waren gebleven aan de familie, kon Sun Quan zijn rijk uitbreiden en in 207 versloeg hij het leger van Huang Zu, generaal in het leger van Liu Biao, die de landen aan de monding van de Jangtsekiang bezat. Hij wilde zelf koning worden onder de Wei-dynastie onder koning Cao Pi, maar het lukte hem niet een overeenkomst te sluiten.
Zijn adviseur Lu Su regelde een alliantie met krijgsheer Liu Bei. Hun legers met in totaal 50.000 man troffen in de winter van 208 de vloot en de 200.000 man sterke troepenmacht van Cao Cao bij de Chibi (de Rode Klippen). De Slag bij de Rode Muur volgde. Na enige schermutselingen werd met behulp van enkele tientallen als deserterende schepen vermomde brandschepen de vloot van Cao Cao verslagen.
Deze nam daarop halsoverkop de vlucht naar het noorden. De overwinning bij Chibi redde Liu Bei en Sun Quan en legde de basis voor de koninkrijken Shu en Wu. Na zijn terugkeer stelde Cao Cao zichzelf tevreden met de inlijving van de noordwestelijke gebieden in 211 en het versterken van zijn macht. Zijn titels en macht werden steeds omvangrijker en in 217 werd hij koning van Wei. Ondertussen was Liu Bei in de provincie Yi aangekomen. Hij zette Liu Zhang in 214 af als heerser en legde het beheer van de provincie Jing in handen zijn commandant Guan Yu.
Sun Quan liet zijn oog vallen op de provincie Jing en centraal Yangzi. De spanningen tussen de bondgenoten liepen op nadat Liu Bei in 219 Hanzhong op Cao Cao had veroverd, Guan Yu streed in de Slag bij Fan en Lü Meng, generaal van Sun Quan, in het geheim de provincie Jing innam.
In de eerste maand van 220 stierf Cao Cao, na zeven jaar te hebben geregeerd over het door hem gestichte rijk Wei. Hij werd opgevolgd door zijn zoon Cao Pi.

## De laatste Han-keizer afgezet
Cao Pi dwong keizer Xian in 220 tot aftreden en beëindigde daarmee de Han-dynastie. Xian was zijn hele periode als keizer vrijwel machteloos en heeft niet kunnen voorkomen dat de Han ten onder ging. Ondanks dat Xiandi werd afgezet werd hij tot hertog benoemd van een belangrijk gebied, en werd hij goed en met luxe behandeld. Xiandi stierf vredig veertien jaar later in 234.